# 661
661 (DCLXI) var ett normalår som började en fredag i den julianska kalendern.

## Händelser

### Okänt datum
- Kalifen Ali ibn Abi Talib mördas och efterträds av Hasan ibn Ali som överlåter makten till Muawiya I.

## Födda
- Ælfwine av Deira, kung av Deira.

## Avlidna
- Ali ibn Abi Talib, kalif.
- Kogyoku, regerande japansk kejsarinna.